# Sonny Boy (anime)
Sonny Boy es una serie de televisión de anime japonesa original animada por Madhouse, escrita y dirigida por Shingo Natsume. La serie se estrenó en julio de 2021.
Funimation obtuvo la licencia fuera de Asia. Tras la adquisición de Crunchyroll por parte de Sony, la serie se trasladó a Crunchyroll obteniendo la licencia de la serie fuera de Asia.

## Sinopsis
Durante las vacaciones de verano 36 estudiantes y el edificio de su escuela fueron repentinamente transportados a otra dimensión similar al vacío. En este lugar algunos de ellos desarrollan poderes sobrenaturales, lo que eventualmente provoca conflictos y desacuerdos entre los estudiantes.
Incapaces de comunicarse con el mundo exterior, estos intentan encontrar la manera de volver al lugar al que pertenecen, al mismo tiempo que deben aprender a sobrevivir bajo las reglas y condiciones de este nuevo mundo. En su búsqueda por encontrar el camino de regreso a casa, los chicos descubren nuevos mundos con nuevas reglas propias, a la vez que se encuentran con otros estudiantes que han pasado miles de años atrapados ahí.

## Personajes
Nagara (長良?)
Voz por Aoi Ichikawa (japonés); Derick Snow (inglés) 
Nagara es un estudiante de secundaria de tercer año que está cansado de su entorno, muestra apatía por la vida. Es una persona distante y se mantiene mirando a los demás con frialdad. Cuando se desplaza, tele-transporta todo su lugar y desarrolla la capacidad de moverse a otros mundos. Sin embargo, este no es del todo el poder que adquiere en la deriva.
Nozomi (希?)
Voz por Saori Ōnishi (japonés); Luci Christian (inglés)
Nozomi es una persona con una fuerte voluntad, nunca se doblega, no importa cuán difícil sea la situación. Ella adquiere la habilidad de una "brújula" que le permite ver una luz esporádicamente, la cual le indica un punto donde sea que esté.
Mizuho (瑞穂?)
Voz por Aoi Yūki (japonés); Tia Ballard (inglés)
Mizuho es una estudiante de tercer año de secundaria con una personalidad caprichosa, que suele evitar interactuar activamente con los demás. Ella es transportada junto con tres gatos, "Tora, Gen y Sakura", los cuales le pertenecían a su abuela, pero ahora forman parte de su nueva habilidad en la deriva, puesto que, cualquier cosa que ella quiera, es traída por los tres gatos [Nyamazon].
Asakaze (朝風?)
Voz por Chiaki Kobayashi (japonés); Daman Mills (inglés) 
Asakaze no soporta que le ordenen, tiene una personalidad rebelde y se opone a las reglas que le intenta imponer sus compañeros. Él consigue la habilidad de “luz lenta” que le permite tener control sobre la gravedad.
Rajdhani (ラジダニ Rajidani?)
Voz por Hiroki Gotō (japonés); Siddhartha Minhas (inglés)
Es un estudiante inusualmente inteligente para su edad, tras ser transportados a otra dimensión Rajdhani intenta descubrir las reglas que rigen este lugar, así junto con la ayuda de Nagara y Nozomi intentan encontrar la forma de dilucidar este nuevo mundo. A juzgar por su nombre, es probable que sea parte indio. Su poder, llamado "Computadora de bolsillo", le permite proyectar un programa de computadora en el mundo real.
Hoshi (明星?)
Voz por Ami Naitō (japonés); Ry McKeand (inglés)
Hoshi es reconocible por su curiosa marca de nacimiento en forma de estrella que tiene en la mejilla izquierda. Tiene una mirada tierna y amable, pero en realidad tiene una personalidad tranquila y madura. Hoshi da una impresión amistosa, pero esto es engañoso porque es muy manipulador, no tiene consideración por los demás ya que, parece tener otros objetivos.Él obtiene una habilidad llamada Esperanza, que le permite mostrar visiones a otros que él mismo ha creado y las usa para que los demás cooperen con él.
Pony (ポニー Ponī?)
Voz por Hanna Sato (japonés); Lauren Landa (inglés)
Poni es una persona responsable, ordenada y autoritaria. A menudo organiza a los estudiantes desde su perspectiva de lo que es correcto. La habilidad desarrollada durante la deriva es llamada “interruptor”, lo que hace que pueda reemplazar las cosas que toca.
Cap (キャップ Kyappu?)
Voz por Yōji Ueda (japonés); Patrick Seitz (inglés) 
Se caracteriza por siempre llevar una gorra de beisbol. Cap a pesar de interpretar el papel de líder, es una persona más relajada y amistosa de lo que aparenta en un principio. La capacidad que desarrollo es que, si te concentras en una habitación sin nadie, puedes hacer varias cosas “Universal Club Room”. 
Hayato (はやと?)
Voz por Shōta Yamamoto (japonés); David Matranga (inglés)
Hayato es uno de los pocos amigos de Nagara, tiene una personalidad bastante agradable. Él mantiene un cuaderno con una lista de las habilidades de todos los estudiantes que adquirieron poderes en la deriva. 
Su habilidad es hacer brillar las yemas de sus dedos similar a ET.
Yamabiko (やまびこ?)
Voz por Tsuda Kenjiro (japonés); Wehkamp Christopher (inglés)
Es un perro callejero no identificado encontrado por Mizuho. Puede entender y hablar el lenguaje humano, ya que, originalmente Yamabiko era un ser humano, que llegó de la misma forma que Nagara y sus amigos.
Kodama (こだま?)
Voz por Taketatsu Ayana (japonés); Harris Jill (inglés)
Kodama es una chica que Yamabiko conoció hace 5000 años en un mundo llamado "Festival Forest". Tenía el poder de controlarlo todo y dirigía a una comunidad de estudiantes.
War (戦争?)
Voz por Yusa Kouji (japonés); McCollum Robert (inglés)
Es un hombre misterioso dentro de la deriva que apareció en el "Festival Forest" con una capa desgarrada. Con su aparición, la vida feliz en el "Festival Forest" termina repentinamente.

## Episodios
| #  | Título | Director                     | Escritor       | Director Storyboard | Fecha original de emisión | Estreno Latinoamérica    |
| -- | --- | ---------------------------- | -------------- | ------------------- | ------------------------- | ------------------------ |
| 1  | «La isla al final del verano» «Natsu no Hate no Shima (夏の果ての島)»                                                    | Shingo Natsume               | Shingo Natsume | Shingo Natsume      | 15 de julio de 2021       | 12 de agosto de 2021     |
| 2  | «Extraterrestres» «Eirianzu (エイリアンズ)»                                                                              | Tomoya Kitagawa              | Shingo Natsume | Shingo Natsume      | 22 de julio de 2021       | 19 de agosto de 2021     |
| 3  | «Gato con zuecos» «Geta o Haita Neko (下駄を履いたネコ)»                                                                 | Keiichirō Saitō              | Shingo Natsume | Keiichirō Saitō     | 29 de julio de 2021       | 26 de agosto de 2021     |
| 4  | «Gran mono de béisbol» «Idainaru Monkī Bēsubōru (偉大なるモンキー・ベースボール)»                                        | Imu Gahi                     | Shingo Natsume | Yoshiaki Kawajiri   | 5 de agosto de 2021       | 2 de septiembre de 2021  |
| 5  | «Saltando salones de clases» «Tobu Kyōshitsu (跳ぶ教室)»                                                                 | Rei Ishikura                 | Shingo Natsume | Shingo Natsume      | 12 de agosto de 2021      | 9 de septiembre de 2021  |
| 6  | «Un largo adiós» «Nagai Sayonara (長いさよなら)»                                                                         | Tomoya Kitagawa              | Shingo Natsume | Shingo Natsume      | 19 de agosto de 2021      | 16 de septiembre de 2021 |
| 7  | «Libro de ruta» «Rōdo Bukku (ロード・ブック)»                                                                            | Kento Matsui                 | Shingo Natsume | Yoshiaki Kawajiri   | 26 de agosto de 2021      | 23 de septiembre de 2021 |
| 8  | «Perro riendo» «Warai Inu (笑い犬)»                                                                                      | Keiichirō Saitō              | Shingo Natsume | Keiichirō Saitō     | 2 de septiembre de 2021   | 30 de septiembre de 2021 |
| 9  | «Este Chazuke de salmón, le falta el salmón nya» «Kono Sake Chazuke, Sake Wasureteru Nya (この鮭茶漬け、鮭忘れてるニャ)» | Atsushi Kashiwa              | Shingo Natsume | Keisuke Kojima      | 9 de septiembre de 2021   | 7 de octubre de 2021     |
| 10 | «Verano y Shura» «Natsu to Shura (夏と修羅)»                                                                             | Tomoya Kitagawa Kento Matsui | Shingo Natsume | Shingo Natsume      | 16 de septiembre de 2021  | 14 de octubre de 2021    |
| 11 | «Chico y mar» «Shōnen to Umi (少年と海)»                                                                                 | Nichika Ōno                  | Shingo Natsume | Norifumi Kugai      | 23 de septiembre de 2021  | 21 de octubre de 2021    |
| 12 | «Vacaciones de dos años» «Ni Nenkan no Kyūka (二年間の休暇)»                                                             | Shingo Natsume               | Shingo Natsume | Shingo Natsume      | 30 de septiembre de 2021  | 28 de octubre de 2021    |

## Staff
- Obras originales, director, Guion - Shingo Natsume[8]
- Borrador del personaje original - Hisashi Eguchi[8]
- Diseño de personajes – Norifumi Kugai[8]
- Director general de Pintura - Keita Nagasaka (Episodios 5, 7 y 9)
- Director de Pintura de Acción - Takeo Oda (Episodio 12)
- Director de arte - Mari Fujino[8]
- Esquema de colores - Ken Hashimoto[8]
- Director de fotografía - Akane Fushihara[8]
- Director 3D - Nagahama Hiroki y Shigenori Hirozumi (1er episodio)
- Edición – Kashiko Kimura[8]
- Director de sonido – Shoji Hata[8]
- BMG - Cornish (Episodio 10)
- Producción musical - FlyingDog, Inc.
- Asesor de Música - Shinichiro Watanabe[9]
- Productor musical - Yoshimoto Ishikawa, Yen Fukamizu
- Productores - Mukai Motoki, Taguchi Ayari, Matsui Yuko, Wada Kenzaku, Ishikawa Isao, Siro Kikuchi
- Productor de animación - Yuichiro Fukushi
- Producción de animación – MADHOUSE[8]
- Producción - Shochiku, Madhouse, BS Asahi, Marui Group

## Música
Para la banda sonora se aseguró que las agrupaciones y los artistas tuvieran estilos que coincidieran con el anime. La primera mitad de la banda sonora del anime salió a la venta el 21 de julio de 2021 solo como un disco de vinilo analógico. Fue lanzada completa el 8 de septiembre de 2021.
1. Ging Nang Boyz – 少年少女
2. Sunset Rollercoaster – Broken Windows
3. Sunset Rollercoaster – Seagull
4. VIDEOTAPEMUSIC – Summer Storm
5. The Natsuyasumi Band – Tune from diamond
6. mitsume – 夜釣り
7. Sunset Rollercoaster – Let There Be Light Again
8. Ogawa & Tokoro – Beacon
9. Mid-Air Thief – Yamabiko’s Theme
10. Mid-Air Thief – Kodama’s Theme
11. Ogawa & Tokoro – Soft Oversight
12. mitsume – ソウとセイジ
13. Kaneyorimasaru – Kyo no Uta
14. The Natsuyasumi Band – Lightship
15. mitsume – スペア
16. toe – サニーボーイ・ラプソディ
17. Conisch – Lune
18. Conisch – Jugement
19. Conisch – Tour
20. Conisch – Soleil
21. Conisch – 旅立ちの日に